# Pour l'amour de l'or

Pour l'amour de l'or (For Love of Gold) est un film américain réalisé par D. W. Griffith, sorti en 1908.

## Synopsis
Une table, deux tasses de café. Deux voleurs s'entretuent par empoisonnement.

## Fiche technique
- Titre : Pour l'amour de l'or
- Titre original : For Love of Gold
- Réalisation : D. W. Griffith
- Scénario : D. W. Griffith, d'après la nouvelle Just Meat de Jack London
- Société de production et de distribution : American Mutoscope and Biograph Company[1]
- Photographie : Arthur Marvin
- Pays :  États-Unis
- Format[2] : Noir et blanc - Muet - 1,33:1 ou 1,37:1[3] - 35 mm[3],[4]
- Longueur de pellicule : 548 pieds (167 mètres[4])
- Durée : 9 minutes (à 16 images par seconde)[2]
- Date de sortie : 21 août 1908

## Distribution
Les noms des personnages proviennent de l'Internet Movie Database.
- Harry Solter : un voleur / le majordome
- Charles Gorman
- Charles Inslee
- George Gebhardt : un voleur[3],[5]

## Autour du film
Les scènes du film ont été tournées le 21 juillet 1908 dans le studio de la Biograph à New York et sorti le 21 août 1908.

### Source
- Jean-Loup Passek et Patrick Brion, D.W. Griffith : Le Cinéma, Paris, Cinéma/Pluriel - Centre Georges Pompidou, 1982, 216 p. (ISBN 2-86425-035-7)